# Малі Байраки
Малі Байраки — ландшафтний заказник місцевого значення. Об'єкт розташований на території Новоукраїнського району Кіровоградської області.
Площа — 28 га, статус отриманий у 2011 році.